# Blanka Nováková
Blanka Nováková (* 28. března 1985 Turnov) je česká malířka.

## Život
Blanka Nováková absolvovala v letech 2001-2005 obor umělecké odlévání kovů na Střední uměleckoprůmyslové a Vyšší odborné škole v Turnově. V letech 2006-2012 studovala na Akademii výtvarných umění v Praze v Ateliéru klasických malířských technik prof. Zdeňka Berana. Ve školním roce 2007-2008 a 2010-2011 obdržela ateliérovou cenu AVU v Praze. Její diplomovou prací byl obraz Soukromá atrakce (2012, polyptych šesti pláten, celkem 240 x 360 cm).
Poprvé vystavovala během studia roku 2006 a na společné výstavě AVU ve Veletržním paláci roku 2007. Samostatně vystavuje od roku 2014.

## Dílo
Absolventi Beranova ateliéru na AVU se vyznačují virtuózní technikou malby, snahou pedagoga však bylo podpořit jejich individuální schopnosti a tvořivé sebeuvědomění. Namísto technického problému - jak, se zde řešila spíše otázka co a proč, či zda vůbec. Nováková si klade otázky, zda lze zachytit některé okamžiky lidského života prostřednictvím skládaných realistických kompozicí.
Ve svých malbách fabuluje žensky něžný odkaz ve vzájemné komunikaci lidí a zvířat, kde zvířata personifikují i své lidské protějšky. Zvířata s jejich gesty a mimikou slouží malířce jako metafora lidských situací (Hlídači, 2012) a drobné rekvizity pro toto komorní představení dosvědčují, že člověk je v nich přítomen alespoň skrytě. Na rozdíl od groteskních až drastických situací, v nichž lidské chování prostřednictvím stylizovaných zvířecích figur modeluje sochař Karel Pauzer, je Nováková jako pozorovatel spíše na straně zvířat. Snaží se zachytit ambivalenci vztahu člověka a zvířete, zahrnující třeba intenzivní prožitek ze setkání s divokým tvorem i touhu zvíře ochočit, vlastnit nebo uchovat vzpomínku na něj jako vycpaninu.
Nováková vychází z osobní vizuální zkušenosti a reálných situací, ale její obrazy skrývají příběhy a vybízejí diváka k vlastním interpretacím. Pracuje koncepčně a obvykle maluje soubory vzájemně souvisejících obrazů, které reflektují určité závažné téma, např. pokorné a neokázalé zpracování tématu odcházení a smrti (2014). V obrazech kombinuje podmalbu větších ploch akrylem a sprejem s olejovou malbou á la prima.

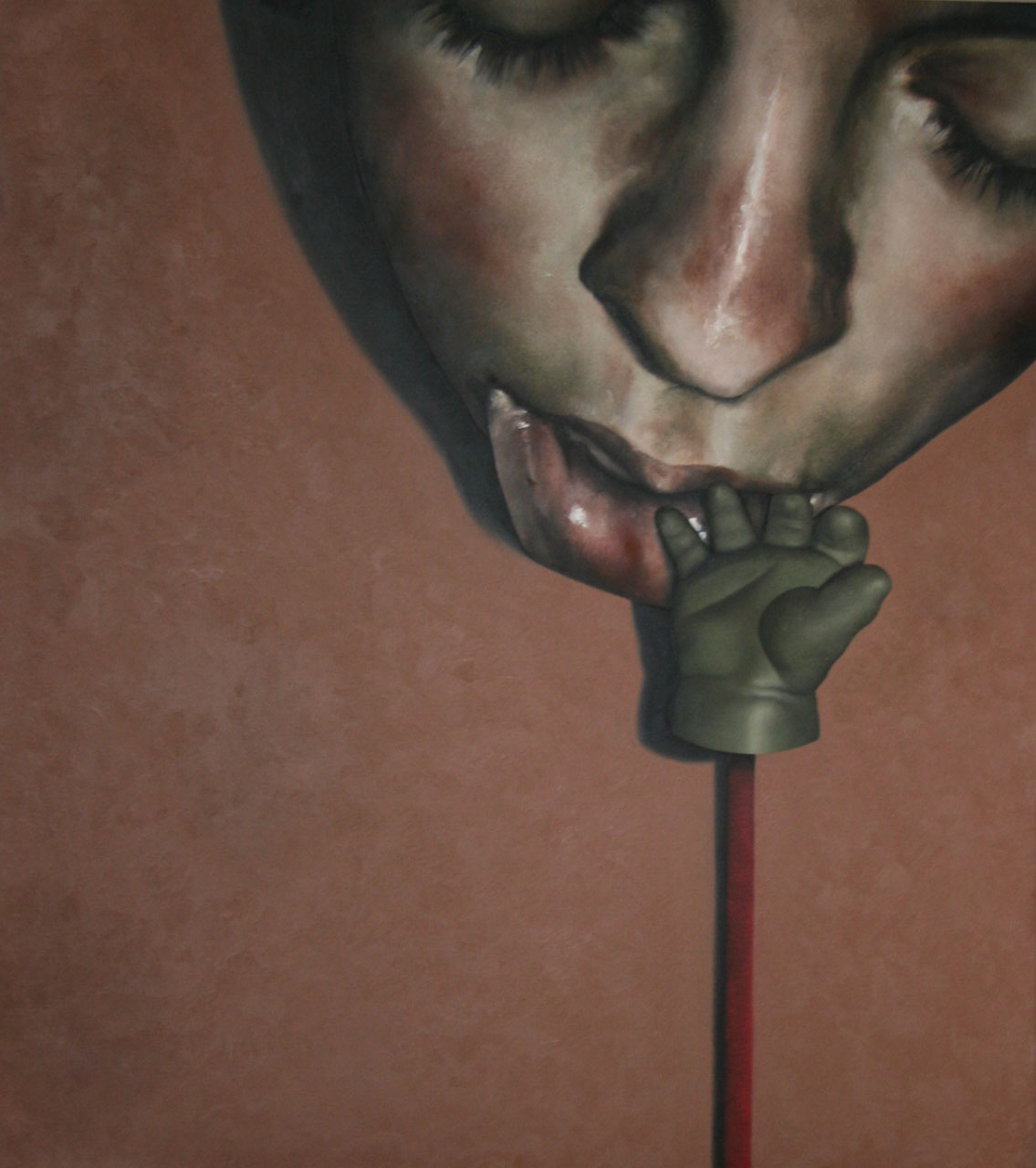
Dotek 2 (2006)
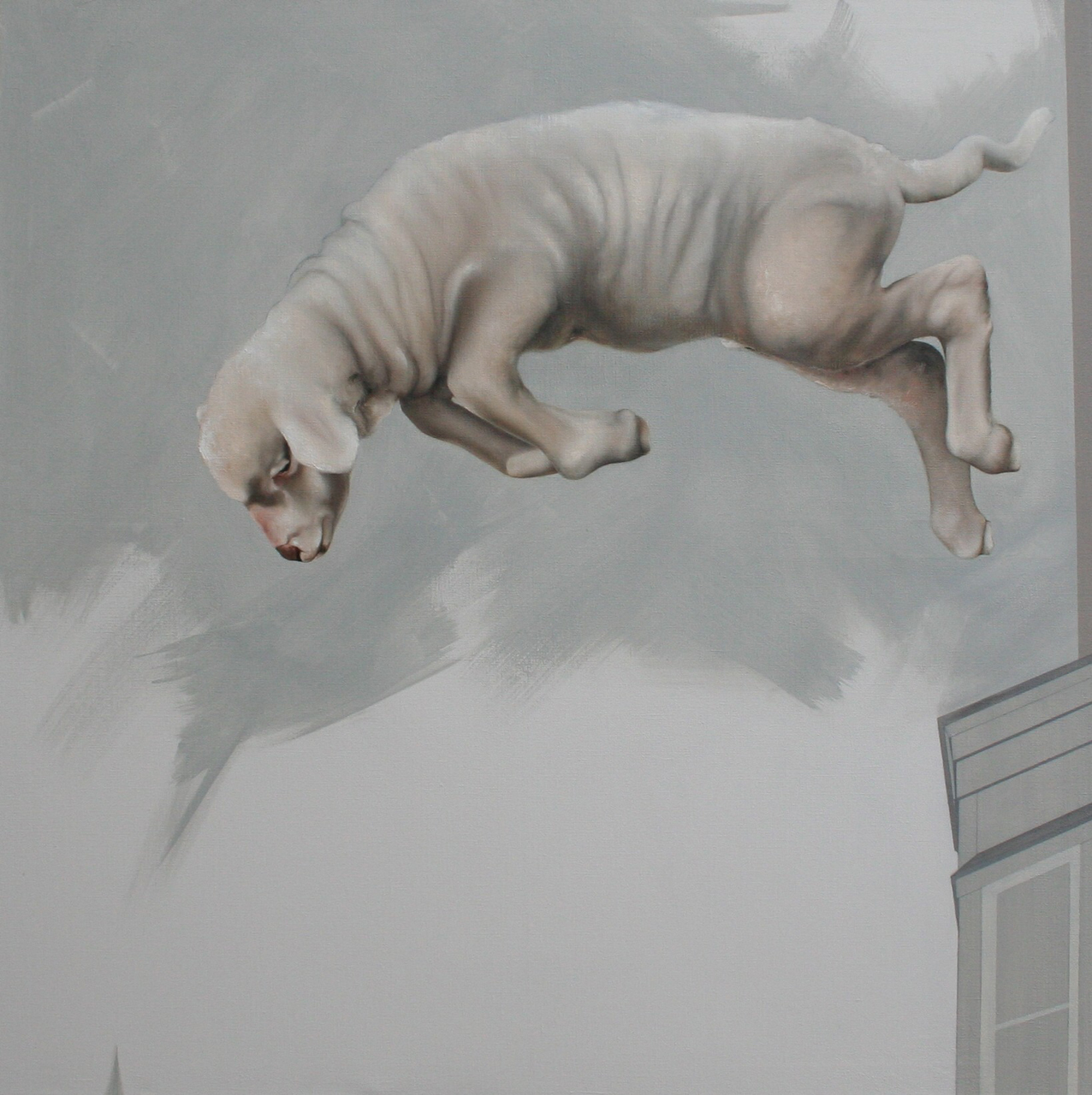
Začalo to jako hra (2010)
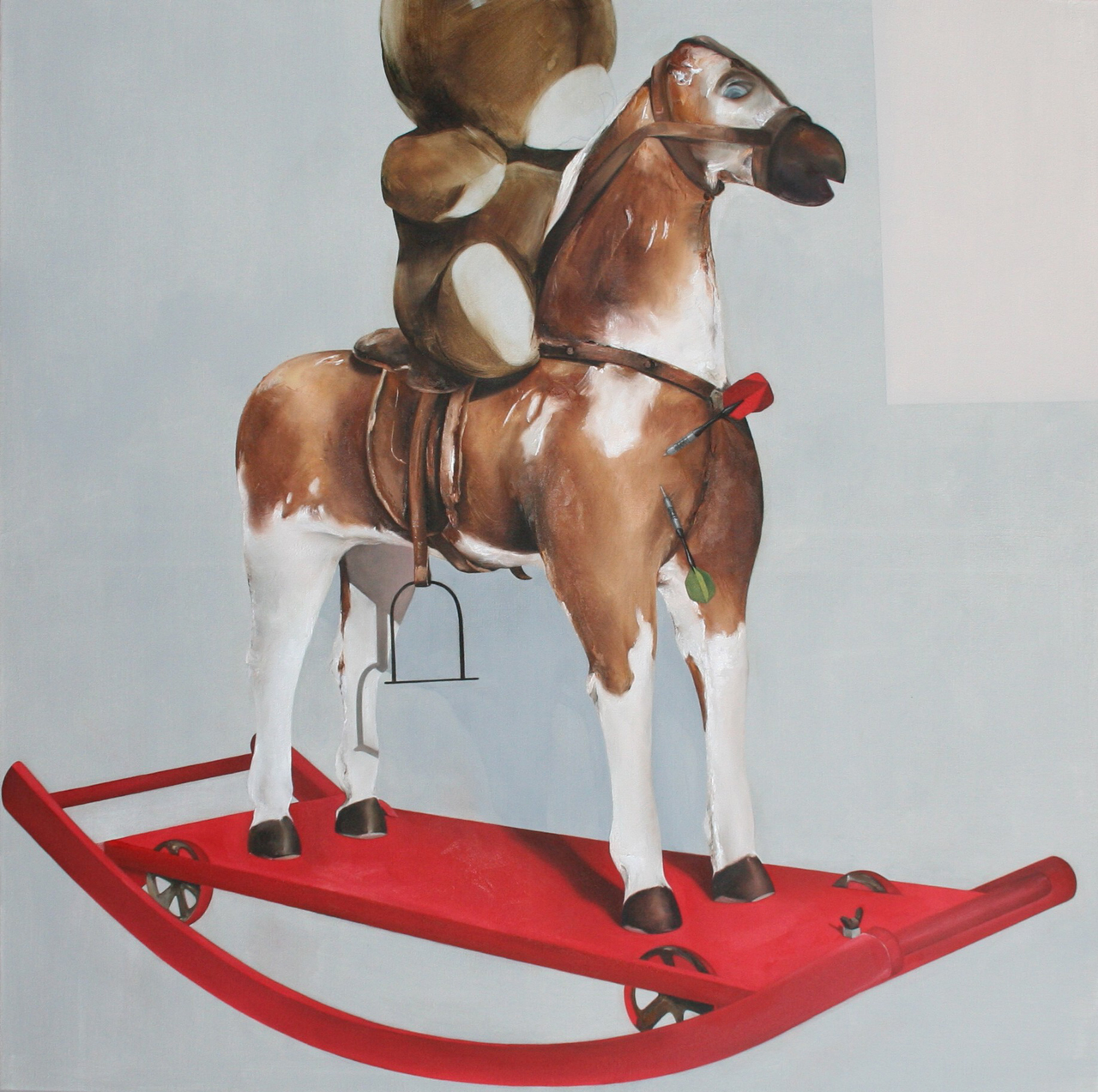
Na střed (2010)
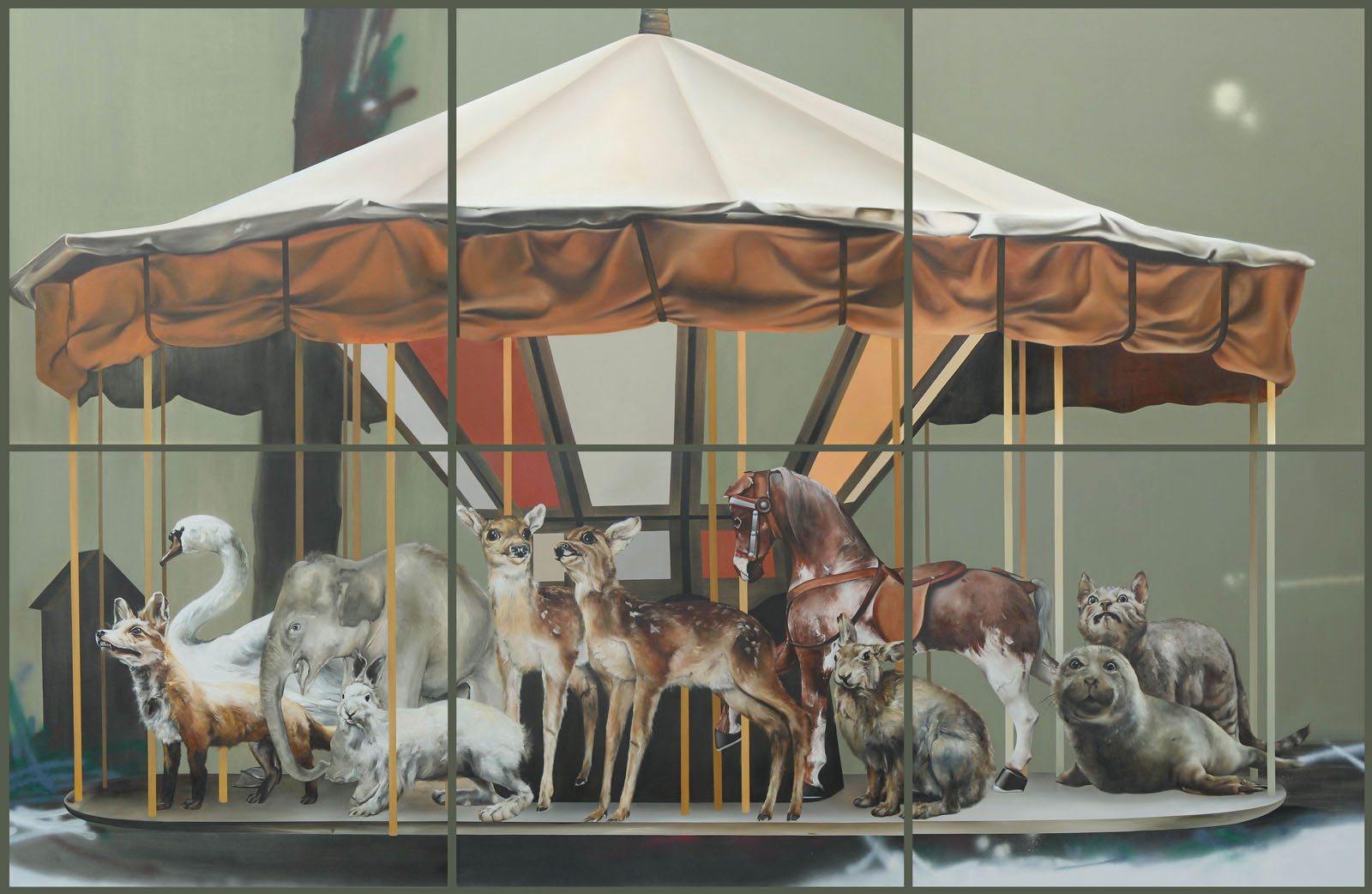
Soukromá (privátní) atrakce (2012)
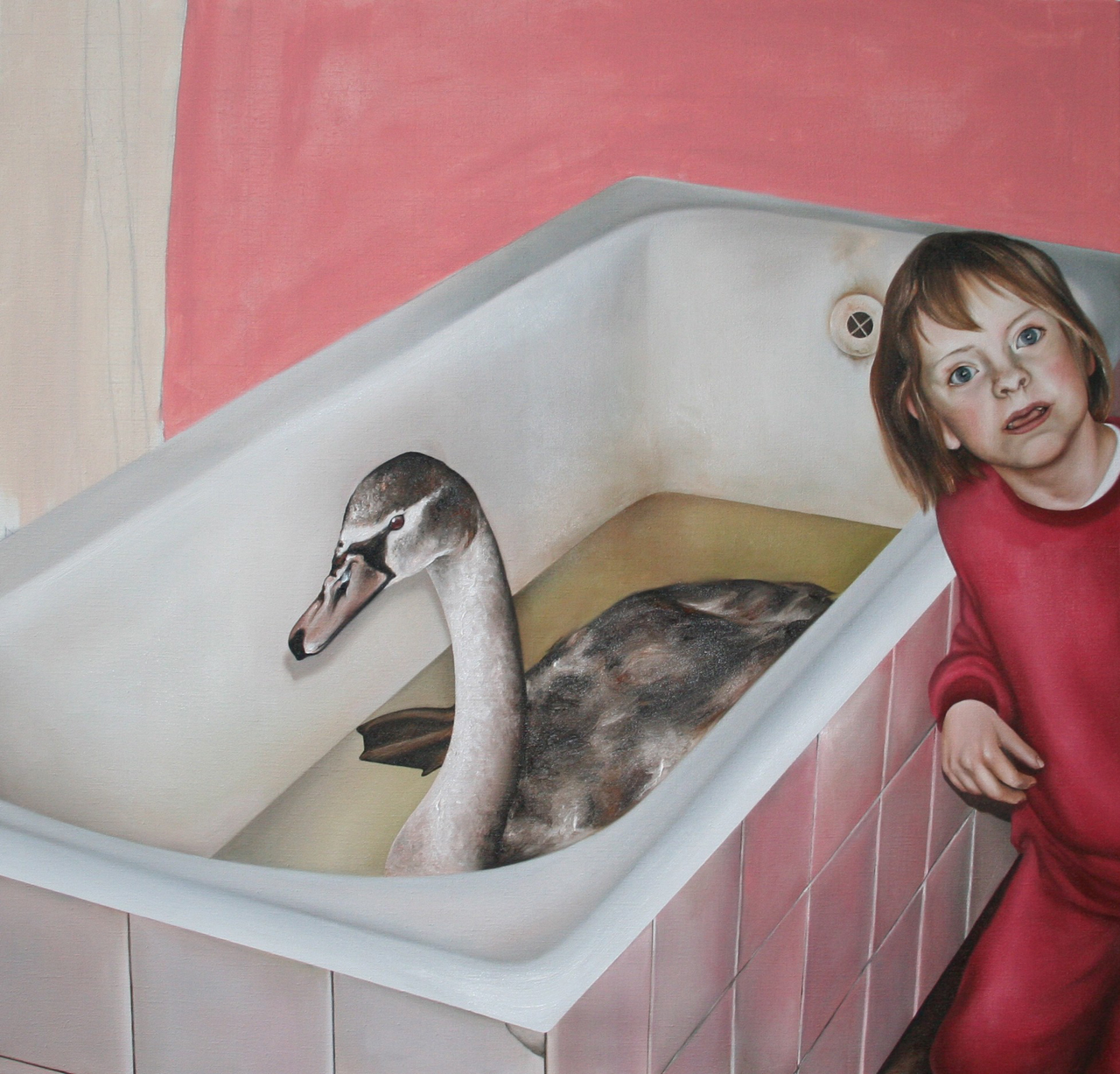
Tak se usměj, holčičko, navoním ti srdíčko 2 (2009)
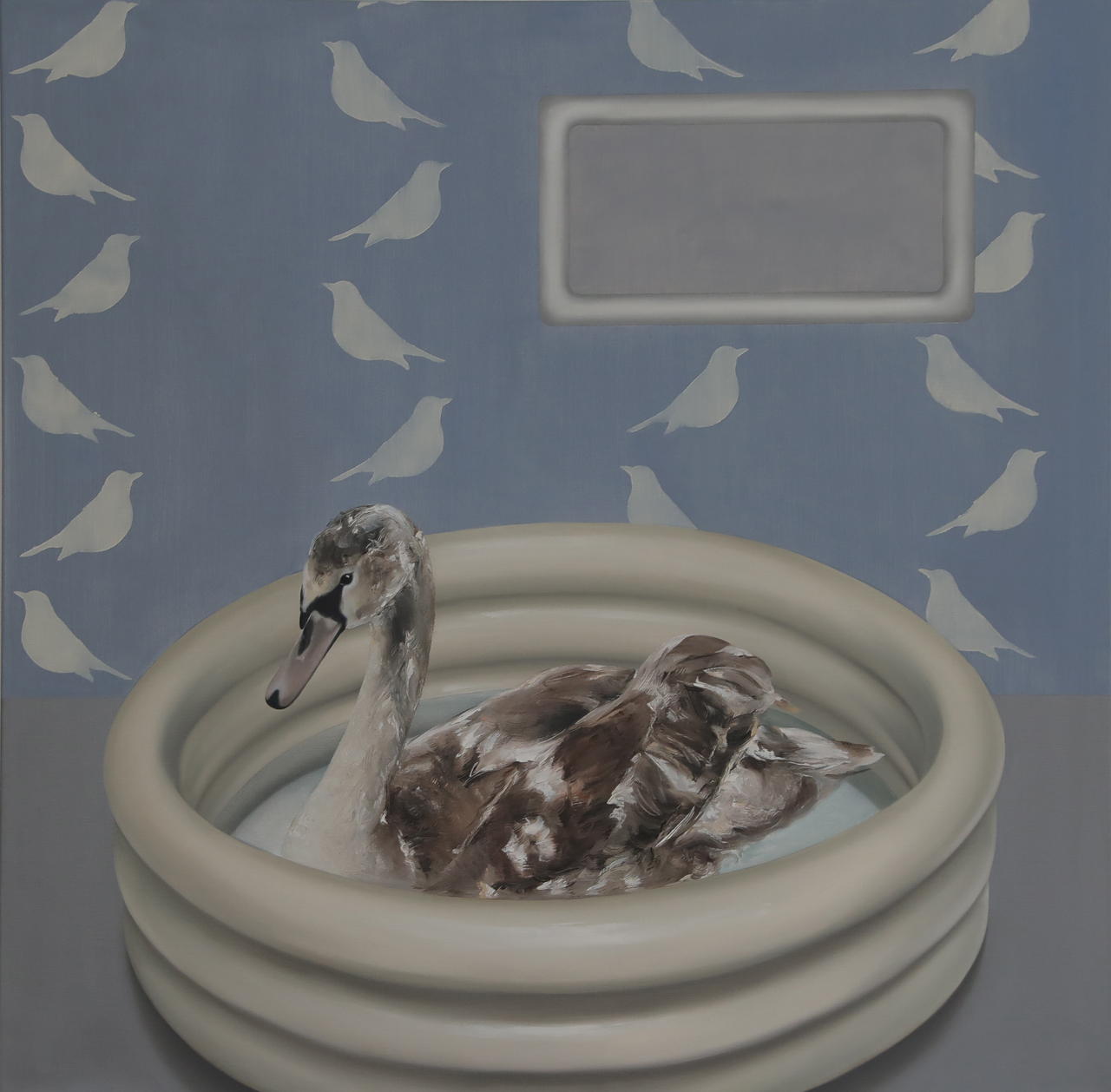
Modrý pokoj (2017)
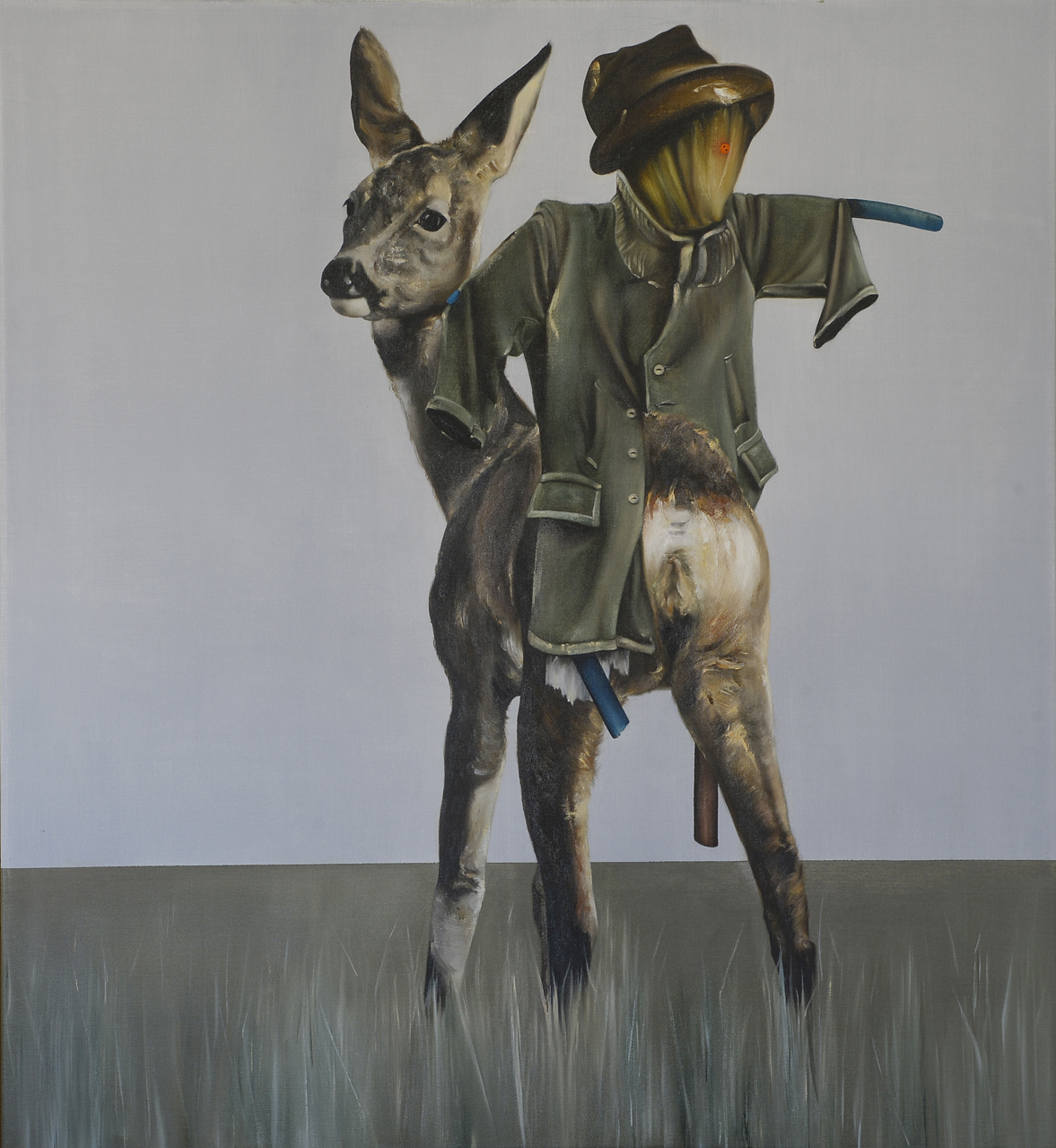
Jezdec 2 (2016), Knupp Gallery
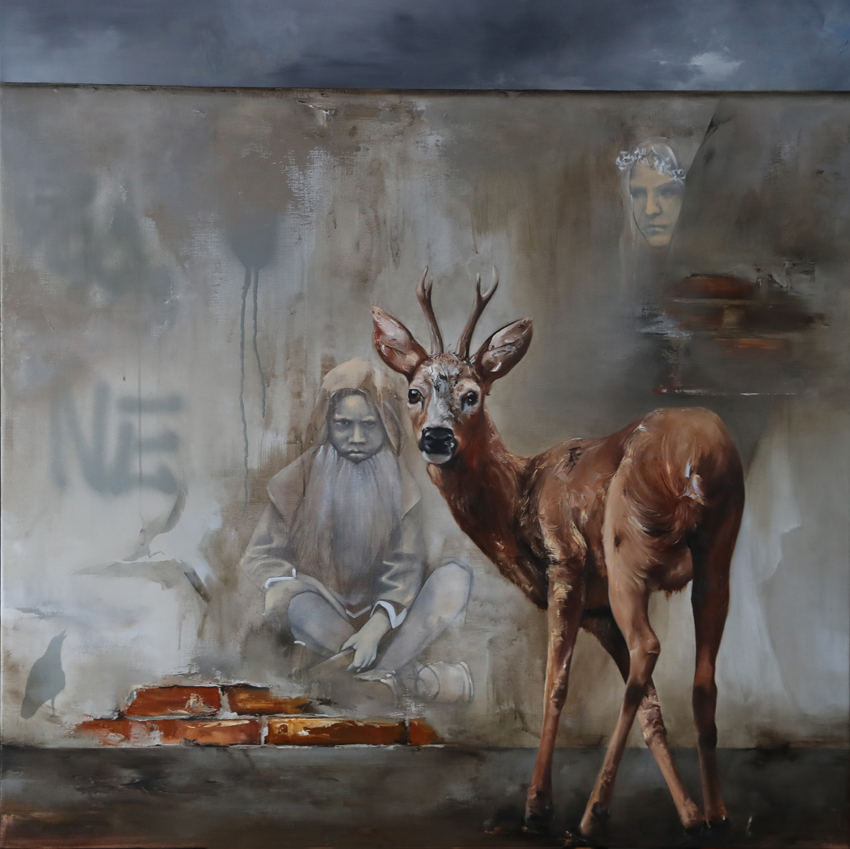
Šepot (2017)

### Zastoupení ve sbírkách
- Národní galerie v Praze
- Michal’s Collection
- Feigl Gallery
- soukromé sbírky doma a ve Francii, Švýcarsku a Německu

### Výstavy

#### Autorské
- 2012 Blanka Nováková: Odemykání, Galerie Michal's collection, Praha
- 2014 Blanka Nováková (obrazy), Paulina Skavová (sochy): Field and Game, Galerie Michal's collection, Praha
- 2014 Blanka Nováková (obrazy), Markéta Korečková (sochy): Bez cukru, Galerie Beseda, Ostrava (katalog)
- 2014 Blanka Nováková: Mezi námi, Galerie Nina Hedwic, Praha
- 2016 Blanka Nováková: Strašáci a ti druzí, Galerie Michal's Collection, Praha
- 2017 Blanka Nováková: Měla jsem sen, Galerie UFFO, Trutnov
- 2018 Blanka Nováková: Šepot, Galerie Michal's Collection, Praha

#### Společné
- 2006 4TAG, Paintoday, Galerie J. Trnky, Plzeň
- 2007 AVU 18, Národní galerie v Praze, Veletržní palác
- 2008 Defenestrace, Výstava absolventů a studentů AVU malířského ateliéru prof. Zdeňka Berana, Novoměstská radnice v Praze
- 2009 PAINt, Galerie Šumperska
- 2010 Intermezzo, S.V.U. Mánes – Galerie Diamant
- 2011 GLANCE4ART, Galerie Glance4art, České Budějovice
- 2012 Dotyky 2, Bratislava
- 2012 GLANCE4ART, Galerie Glance4art, Praha
- 2012 Diplomanti AVU 2012, Národní galerie v Praze, Veletržní palác
- 2012 Ateliér klasické malby AVU, Muzeum středního Pootaví Strakonice
- 2012 Originální perspektivy (Výběr ze současné české a slovenské tvorby umělců mladé a střední generace), Galerie U Bílého jednorožce, Klatovy
- 2013 Malíři Pojizeří (každoroční přehlídka), Muzeum a Pojizerská galerie Semily
- 2014 Animans, galerie Sihlquai55 inspace, Curych
- 2015 Accrochéz / zavěšení, Zámek Kvasiny
- 2015 VHLTAVA - Blanka Nováková a Jiří Houska, (A)VOID Gallery - Praha, Náplavka
- 2015 Zvířata v umění, Galerie Dolmen, Praha
- 2016 Český (Hyper)realismus (prof. Z.Beran a jeho žáci, soukromá sbírka P. Feigla), Galerie kritiků, Palác Adria, Praha
- 2016 Next Year / Další rok, Zámek Kvasiny
- 2017 Bubáci na zámku, Zámek Kvasiny
- 2017 KNUPP GALLERY – zahajovací výstava u příležitosti otevření nového prostoru galerie

### Katalogy
- Figurama 07, Jahn Hartmut a kol., nakl. Růžolící chrochtík Praha, Západočeská univerzita v Plzni, Ústav umění a designu, Plzeň 2007, ISBN 80-903346-5-2
- Defenestrace, texty Beran Z, Holas P, Kříž J, kat. 108 s., tisk Dobel s.r.o., Praha 2008
- Bez cukru. Markéta Korečková, Blanka Nováková, text PhDr. Rea Michalová, Ph.D., tisk Grafico Opava, vydavatel ŠMÍRA-PRINT, s.r.o, Ostrava 2014
- Český (hyper)realismus, text Vlasta Čiháková–Noshiro, Feigl Gallery 2016

### Ostatní
- Blanka Nováková, Soukromá (privátní) atrakce, textová část diplomové práce, AVU Praha 2012
- Kristina Křížová, Zvíře jako potrava i milovaná bytost na plátnech Blanky Novákové, text Kristýna Křížová, Právo 22.11.2011
- Neprodané obrazy (katalog k výstavě), vydala Galerie Benedikta Rejta v Lounech příspěvková organizace, 2008, tisk T.A.PRINT, s.r.o., Praha, str. 68, 69
- Diplomanti AVU 2012 / Graduates from The Academy of Fine Arts in Prague 2012, text Jan Hendrych, Akademie výtvarných umění, Praha, str. 43
- Figurama 07, 2007, vydalo nakladatelství Růžolící Chrochtík pro Západočeskou univerzitu v Plzni, tisk TYPOS Tiskárenské závody a.s., str. 219
- AVU 18, text J. Sopko, J.T.Kotalík, tisk H.R.G., Litomyšl, 2007, str. 36
- PAINt, 2009, tisk Tiskárna DOBEL s.r.o.
- Studenti a absolventi pražské AVU, ateliér klasické malby (katalog vydaný u příležitosti stejnojmenné výstavy v Muzeu středního pootaví Strakonice), 2012, str. 30
- Současné umění očima Martina Fryče, 2014, nakladatelství HereLove, tisk H.R.G., Litomyšl